# Isbit

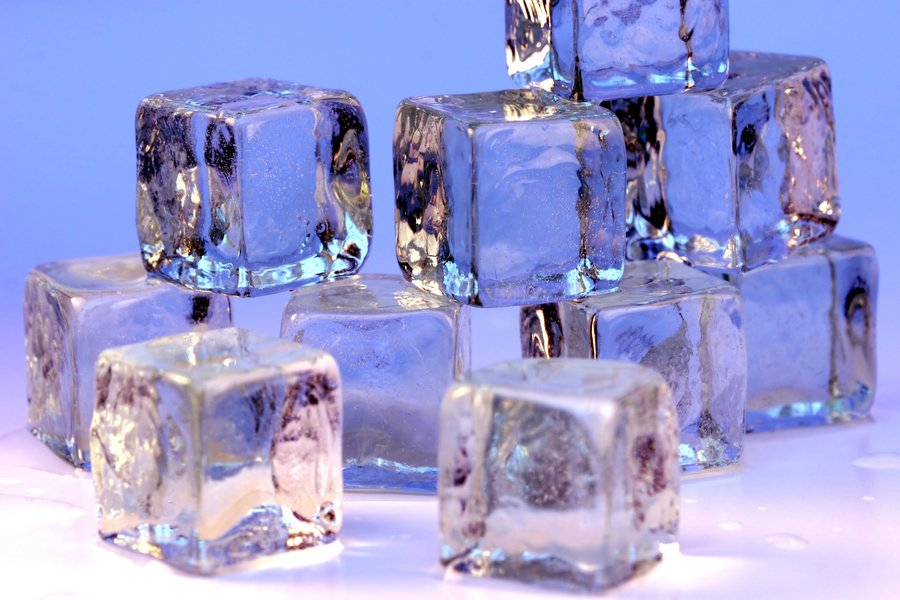
Staplade isbitar.

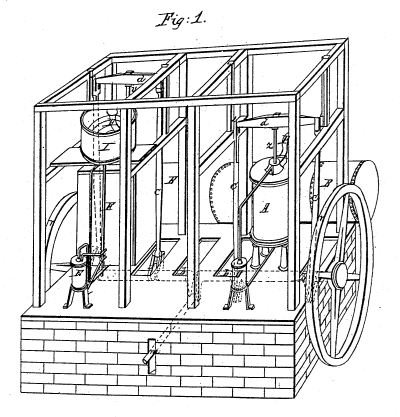
Gorries ismaskin.

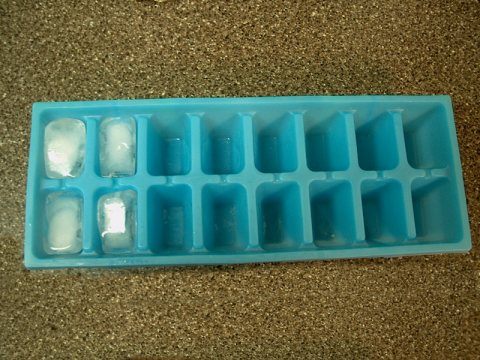
En isform för tillverkning av upp till 16 isbitar.

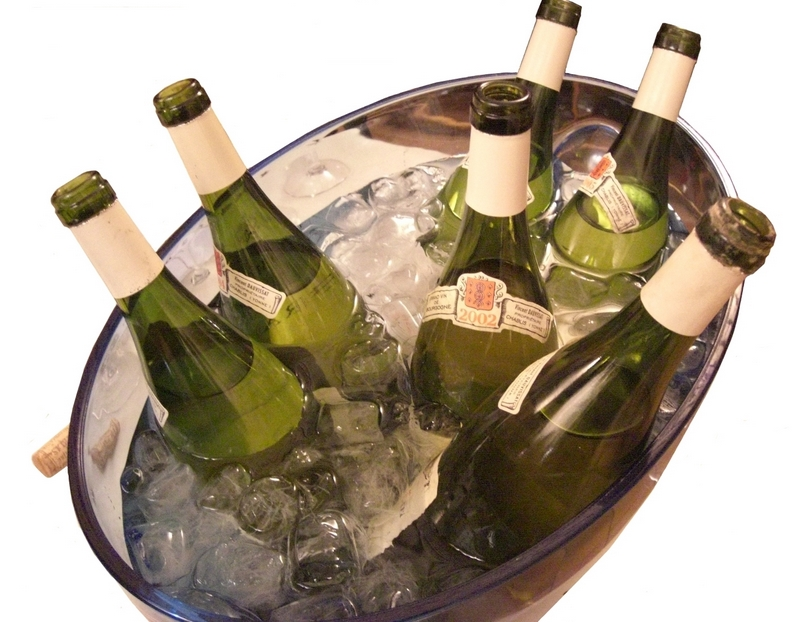
Vin på kylning i isbad.

Isbit är en bit av is, och kan använda för att kyla ned någonting, exempelvis drycker såsom drinkar. Större isstycken brukar kallas isblock. Isbad kan syfta på vatten (eller annan vätska) med isblock eller isbitar i.

## Ursprung
Den amerikanske fysikern John Gorrie byggde en frys 1844 med syftet att kyla luft. Frysen producerade is som han hängde från taket i en behållare. Gorrie ses som den som uppfann iskuben, men hade alltså inte målet att kyla drycker. Under denna tid var en förhärskande teori att det var dålig luft som orsakade ohälsa och sjukdomar (miasmateorin).

## Tillverkning

### Formar och påsar

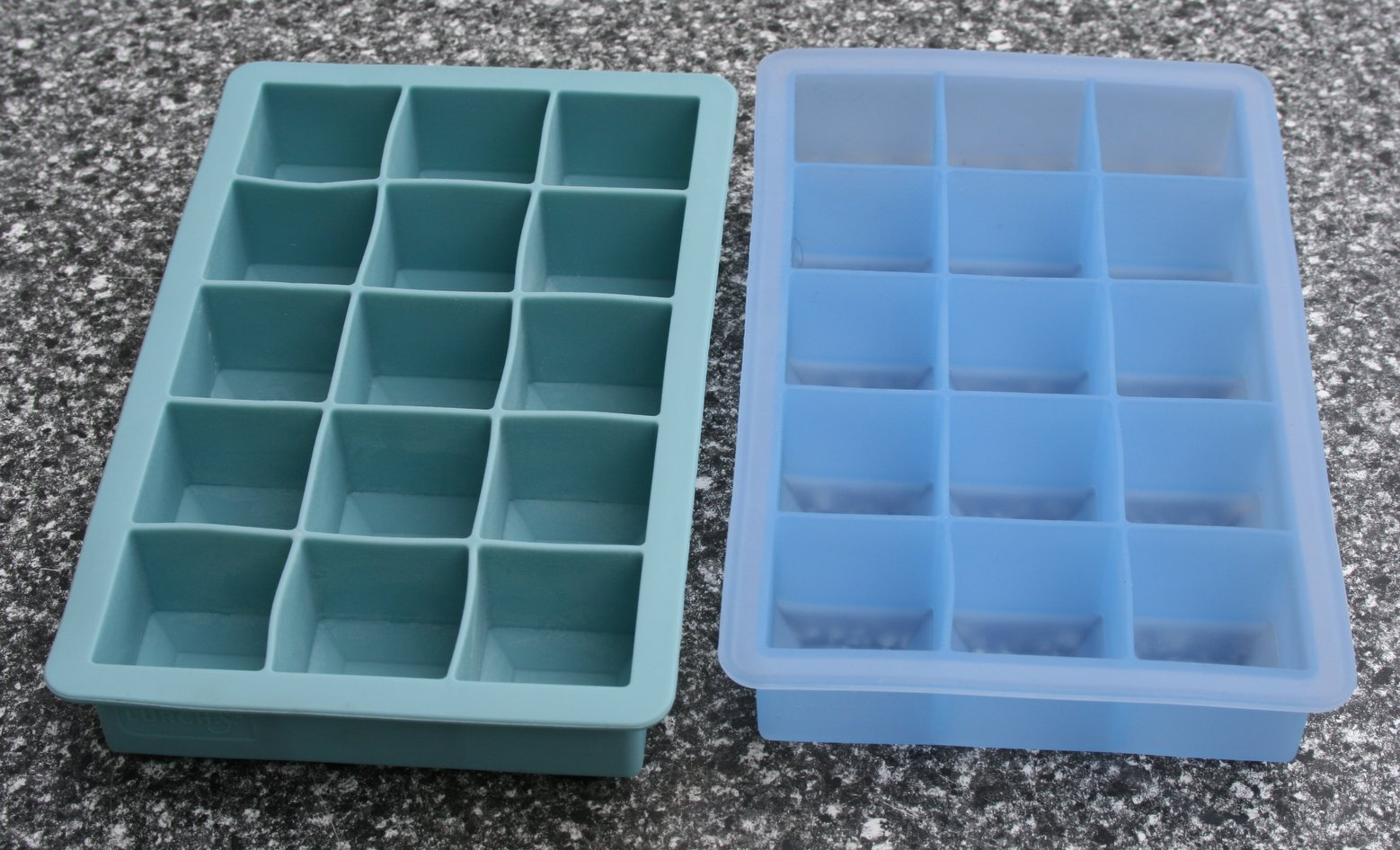
Två isformar gjorda av silikon.

Isformar är utformade för att fyllas med vatten och sedan placeras i en frys tills vattnet fryser till is, vilket ger isbitar. Isformar är ofta flexibla, så de frysta kuberna kan enkelt tas bort genom att böja brickan. En så kallad "twist ice tray" har en enkel fjäderbelastad mekanism med en spak som används för att vända brickan upp och ner och böjas samtidigt, så att kuberna som faller samlas i en löstagbar bricka nedan. Fjädern återför isbitens bricka till sitt upprättstående läge utan att behöva ta bort det från frysen, vilket kan spara tid och minskar oavsiktligt röra - även om brickan måste tas bort för att samlas in och isbitens bricka fortfarande måste tas bort som ska fyllas på. Ett alternativt system är en aluminiumform med en spak som lyfter isbitarna och frigör dem från brickan. En motoriserad version av detta finns i de flesta automatiska frysar med isframställning.
Medan den vanliga formen på isbiten är ungefär kubisk, bildar vissa isbrickor halvkulformiga eller cylindriska former; andra producerar block av is i säsongsbetonade, festliga eller andra former. Ibland fryses ätliga föremål in i isbitarna, både hemma och kommersiellt.
Lloyd Groff Copeman uppfann en gummiisform, efter att ha märkt att slask och is flagade av hans gummistövlar snarare än att vara kvar vid dem medan han gick genom några skogar där han samlade sav för lönnsirap. Han erinrade om denna händelse 1928 under lunchen med sin patentadvokat och genomförde experiment med gummikoppar, vilket ledde till praktisk design och patent för olika typer av former; dessa inkluderade en metallform med gummiseparatorer, en metallform med enskilda gummikoppar som uppfanns 1933 och en form tillverkad helt av gummi.
Guy L. Tinkham, en hushållsproduktledare, uppfann den första flexibla, metallisformen i rostfritt stål 1933. Formen böjdes i sidled för att ta bort isbitarna. Kommersiella förfyllda engångsisbrickor för frysning i hemmet är utformade för att ge bättre smak och minskad risk för kontaminering.
Den danska uppfinnaren Erling Vangedal-Nielsen uppfann engångsispåsen 1978. Han blev inspirerad att göra det efter att ha tillbringat en natt med vänner där deras behov av is var över det som kunde tillhandahållas av isformar; han fyllde därför vanliga plastpåsar med vatten och frös dem, isen kunde därefter hämtas med en hammare. Därefter reviderades designen för att innehålla enskilda fack för varje isbit, med en tätning vid påsens ingångspunkt. Ispåsen har därefter marknadsförts och antagits över hela världen.

### Mekaniskt

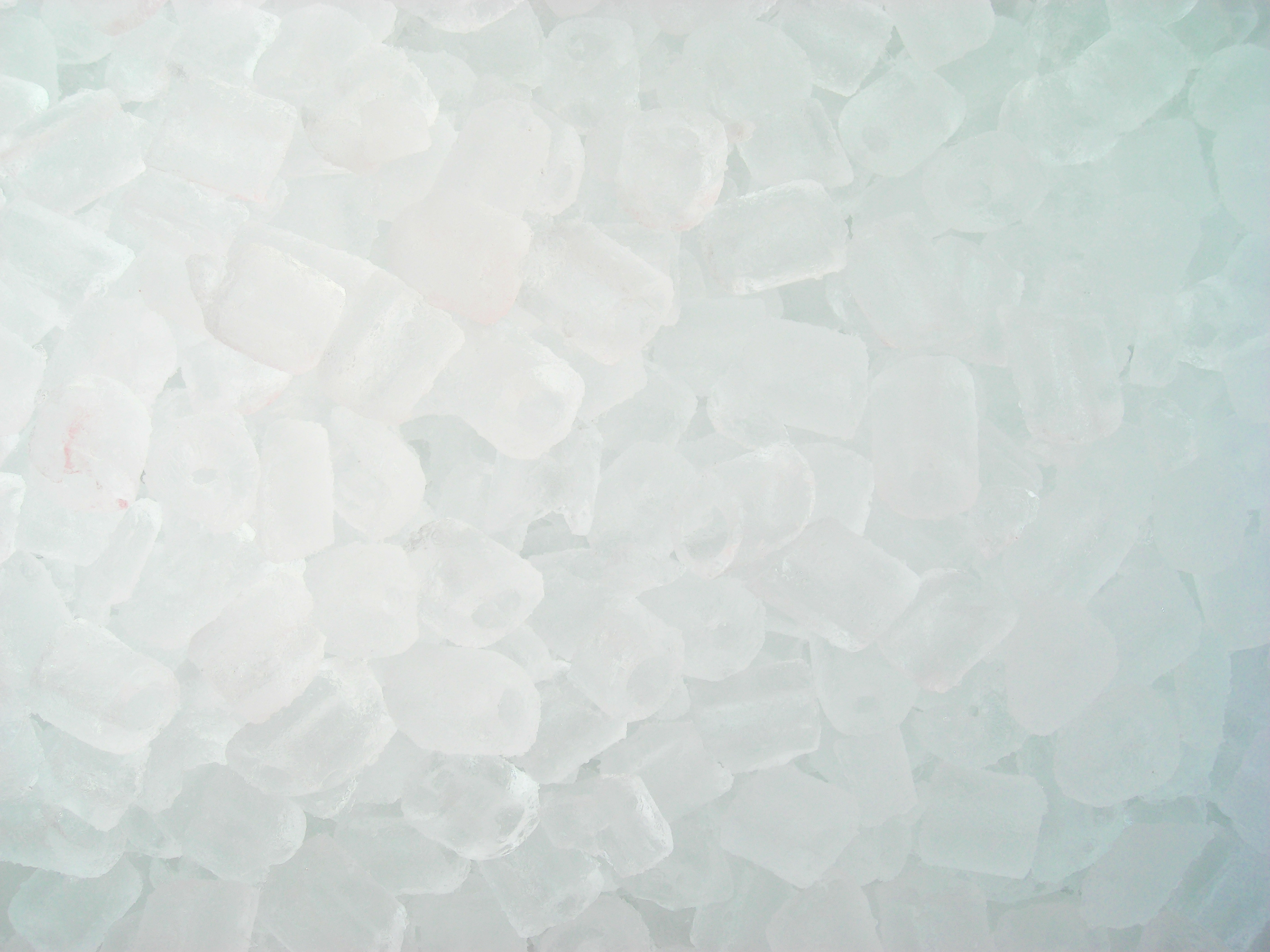
Ihåliga cylindriska isbitar.

Vissa ismaskiner kan användas för att producera isbitar för laboratorier och akademiskt bruk. Isbitar produceras också kommersiellt och säljs i bulk; dessa isbitar, trots sitt namn, är ofta cylindriska och kan ha hål genom mitten för att öka det tillgängliga ytområdet (för snabbare värmeöverföring).

## Utbud av egenskaper

### Genomskinliga isbitar
Kommersiellt framställda isbitar kan vara genomskinliga jämfört med hemmagjorda gjorda isbitar. Grumliga isbitar uppstår när vatten fryses snabbt, eller när vattnet är mycket löst i fasta ämnen. När vatten kyls till dess fryspunkt och is börjar bildas, kan upplösta gaser inte längre stanna i lösning och komma ut som mikroskopiska bubblor. Men när is flyter i vatten, när det finns tillräckligt med is för att bilda ett skikt på ytan, fångar islagret alla bubblor i isbiten. Kommersiella istillverkare använder en strömmande källa av renat vatten för att göra is med kylelement i botten, så att bubblorna kan tvättas bort från toppen när kuben växer. Man kan även skapa transparenta isbitar genom att koka vattnet innan man fryser det.

### Krossad is
Isbitar som ibland krossas eller skjuvas i oregelbundet formade flingor för att ge en estetisk effekt på vissa cocktails. Krossad is används också när snabbare kylning önskas, eftersom kylhastigheten styrs av ispartiklarnas antal och genomsnittliga radie. Isen krossas också ofta för att bilda "slush", vilket kan vara både alkoholhaltigt och alkoholfritt. Krossad is smälter snabbare än fast is: den har en större ytarea, så värmeöverföringen är snabbare jämfört med fast is.